# Elizaveta, Bălți
Pour les articles homonymes, voir Elizaveta.
Elizaveta est une commune de la Municipalité de Bălți en Moldavie. Elizaveta se trouve à 11 km de Bălți.

## Démographie
En 2014 sa population était de 3 221 habitants.